# Landtagswahlkreis Magdeburg IV
Der Landtagswahlkreis Magdeburg IV (Wahlkreis 13) ist ein Landtagswahlkreis in Sachsen-Anhalt. Er umfasste zur Landtagswahl in Sachsen-Anhalt 2021 von der kreisfreien Stadt Magdeburg die Stadtteile Beyendorf-Sohlen, Beyendorfer Grund, Buckau, Fermersleben, Hopfengarten, Leipziger Straße, Lemsdorf, Ottersleben, Reform, Salbke und Westerhüsen.
Der Wahlkreis wird in der achten Legislaturperiode des Landtages von Sachsen-Anhalt von Andreas Schumann vertreten. Er vertritt den Wahlkreis seit der Wahl im Jahr 2016 und verteidigte das Direktmandat bei der Landtagswahl am 6. Juni 2021 mit 33,2 % der Erststimmen.

## Wahl 2021
Im Vergleich zur Landtagswahl 2016 wurde der Zuschnitt des Wahlkreises nicht verändert. Auch Name und Nummer des Wahlkreises wurden nicht geändert.
Es traten elf Direktkandidaten an. Von den Direktkandidaten der vorhergehenden Wahl traten Andreas Schumann, Olaf Meister und Marcel Guderjahn erneut an. Guderjahn, der für die Gartenpartei antrat, hatte sich im Jahr 2016 als Einzelbewerber um das Mandat beworben.
Andreas Schumann verteidigte das Direktmandat mit 33,2 % der Erststimmen. Jan Moldenhauer zog über Platz 8 der Landesliste der AfD und Olaf Meister über Platz 4 der Landesliste von Bündnis 90/Die Grünen in den Landtag ein.
|                   |                      | Erst- stimmen | Erst- stimmen | Zweit- stimmen | Zweit- stimmen |
| Bewerber          | Partei               | Anzahl        | %             | Anzahl         | %              |
| ----------------- | -------------------- | ------------- | ------------- | -------------- | -------------- |
| Wahlberechtigte   | Wahlberechtigte      | 49.060        | 100,0         | 49.060         | 100,0          |
| Wähler            | Wähler               | 32.166        | 65,6          | 32.166         | 65,6           |
| Ungültige Stimmen | Ungültige Stimmen    | 363           | 1,1           | 355            | 1,1            |
| Gültige Stimmen   | Gültige Stimmen      | 31.803        | 98,9          | 31.811         | 98,9           |
| davon             |                      |               |               |                |                |
| Andreas Schumann  | CDU                  | 10.546        | 33,2          | 10.953         | 34,4           |
| Jan Moldenhauer   | AfD                  | 5.555         | 17,5          | 5.263          | 16,5           |
| Dennis Jannack    | DIE LINKE            | 3.992         | 12,6          | 3.949          | 12,4           |
| Steffi Meyer      | SPD                  | 3.239         | 10,2          | 2.890          | 9,1            |
| Olaf Meister      | GRÜNE                | 3.143         | 9,9           | 2.927          | 9,2            |
| Paul Hauschild    | FDP                  | 2.057         | 6,5           | 2.178          | 6,8            |
| Patrick Zufelde   | FREIE WÄHLER         | 742           | 2,3           | 570            | 1,8            |
| –                 | NPD                  | –             | –             | 71             | 0,2            |
| –                 | Tierschutzpartei     | –             | –             | 568            | 1,8            |
| Ditmar Pauke      | Tierschutzallianz    | 850           | 2,7           | 417            | 1,3            |
| –                 | LKR                  | –             | –             | 21             | 0,1            |
| Daniel Faust      | Die PARTEI           | 380           | 1,2           | 289            | 0,9            |
| Marcel Guderjahn  | Gartenpartei         | 867           | 2,7           | 671            | 2,1            |
| –                 | FBM                  | –             | –             | 12             | 0,0            |
| –                 | TIERSCHUTZ hier!     | –             | –             | 158            | 0,5            |
| Beate Heisel      | dieBasis             | 432           | 1,4           | 417            | 1,3            |
| –                 | Klimaliste ST        | –             | –             | 32             | 0,1            |
| –                 | ÖDP                  | –             | –             | 50             | 0,2            |
| –                 | Die Humanisten       | –             | –             | 61             | 0,2            |
| –                 | Gesundheitsforschung | –             | –             | 129            | 0,4            |
| –                 | PIRATEN              | –             | –             | 131            | 0,4            |
| –                 | WiR2020              | –             | –             | 54             | 0,2            |

## Wahl 2016
Bei der Landtagswahl in Sachsen-Anhalt 2016 traten folgende Kandidaten an:
| Name                             | Partei         | Anteil der Erststimmen |
| -------------------------------- | -------------- | ---------------------- |
| Andreas Schumann                 | CDU            | 27,9 %                 |
| Wulf Gallert                     | LINKE          | 19,7 %                 |
| Katrin Budde                     | SPD            | 13,2 %                 |
| Diana Smoger                     | FDP            | 4,5 %                  |
| Olaf Meister                     | GRÜNE          | 6,6 %                  |
| Konstantin Pott                  | Freie Wähler   | 2,7 %                  |
| Frank Pasemann                   | AfD            | 20,9 %                 |
| Mike Böhlen                      | MG             | 2,1 %                  |
| Marcel Guderjahn                 | Einzelbewerber | 2,3 %                  |
| Wahlberechtigte: 51051 Einwohner |                |                        |
| Wahlbeteiligung: 64,2 %          |                |                        |

## Wahl 2011
Bei der Landtagswahl in Sachsen-Anhalt 2011 traten folgende Kandidaten an:
| Name                             | Partei       | Anteil der Erststimmen |
| -------------------------------- | ------------ | ---------------------- |
| Dieter Steinecke                 | CDU          | 33,6 %                 |
| Wulf Gallert                     | Die Linke    | 26,6 %                 |
| Katrin Budde                     | SPD          | 24,8 %                 |
| Friedrich Hülsenbeck             | FDP          | 1,9 %                  |
| Dorothea Frederking              | GRÜNE        | 6,9 %                  |
| Annett Wellborn                  | Freie Wähler | 3,0 %                  |
| Mario Lüpke                      | MLPD         | 0,5 %                  |
| Axel Meyer                       | NPD          | 2,8 %                  |
| Wahlberechtigte: 47291 Einwohner |              |                        |
| Wahlbeteiligung: 58,7 %          |              |                        |

## Wahl 2006
Bei der Landtagswahl in Sachsen-Anhalt 2006 traten folgende Kandidaten an:
| Name                             | Partei          | Anteil der Erststimmen |
| -------------------------------- | --------------- | ---------------------- |
| Dieter Steinecke                 | CDU             | 35,4 %                 |
| Hugo Boeck                       | Die Linke       | 25,9 %                 |
| Katrin Budde                     | SPD             | 24,6 %                 |
| Martin Sobczyk                   | FDP             | 5,1 %                  |
| Alfred Westphal                  | GRÜNE           | 5,0 %                  |
| Gerhard Schröder                 | AGFG            | 1,8 %                  |
| Daniel Wiegenstein               | MLPD            | 0,6 %                  |
| Rudolf Dießner                   | Off D-STATT-DSU | 0,3 %                  |
| Beate Selder                     | GUT             | 1,2 %                  |
| Wahlberechtigte: 47993 Einwohner |                 |                        |
| Wahlbeteiligung: 48,5 %          |                 |                        |